# 7 Rings
«7 Rings» es una canción interpretada por la cantautora estadounidense Ariana Grande, incluida en su quinto álbum de estudio, Thank U, Next. La canción fue escrita por Grande, Kimberly Krysiuk, Njomza Vitia, Tayla Parx, Victoria Monét y los productores Tommy Brown, Charles Anderson y Michael Foster. Esta contiene un interpolación de la canción «My Favorite Things», escrita por Rodgers y Hammerstein. Fue lanzada por Republic Records el 18 de enero de 2019, como segundo sencillo del álbum. El video musical está dirigido por Hannah Lux Davis y fue lanzado el mismo día junto con la canción. Un remix junto al rapero estadounidense 2 Chainz fue lanzado el 1 de febrero de 2019.
Comercialmente, la canción encabezó las listas de éxitos en países como Australia, Canadá, Estados Unidos, Reino Unido, Nueva Zelanda, Suecia y Suiza, por mencionar algunos.

## Antecedentes y lanzamiento
Grande mostró por primera vez el título de la canción en el video musical de «Thank U Next» en el que la placa de un auto que conduce en el videoclip dice «7 RINGS». Un día después de que el video fuera publicado, Grande confirmó la existencia de «7 Rings» y escribió en Twitter: 

«bueno ............. fue un día bastante difícil en nyc. mis amigos me llevaron a tiffany's. tomamos demasiado champán. les compré a todos anillos. fue muy loco y divertido". & en el camino de regreso al [estudio] njomza era como 'perra, esta debe ser una canción lol', así que la escribimos esa tarde.»  [sic]

 La cantante llamó la canción «un himno de amistad», luego publicó la portada del sencillo en Instagram y anunció la fecha de lanzamiento, 18 de enero.

## Composición y letras
«7 Rings» es una canción trap-pop y R&B que dura 2 minutos con 58 segundos. Presenta un bajo pesado y ve a Grande discutir «cómo el éxito global de su música le ha permitido disfrutar del dinero y las mejores cosas». La revista Billboard señaló que es «la canción que más se ha inspirado en el hip-hop que Grande ha lanzado en la era post-Sweetener hasta el momento, con Grande casi rapeando los versos de la canción». La canción canaliza la melodía «My Favorite Things» del musical The Sound of Music en los versos: «Breakfast at Tiffany's/And bottles of bubbles/Girls with tattoos who like getting in trouble/Lashes and diamonds, ATM machines/Buy myself all of my favorite things». La canción también contiene una interpolación de la canción
«Gimme The Loot» de The Notorious B.I.G.
Grande describió la canción como un «himno de amistad» que «evoluciona» del sencillo anterior «Thank U, Next» mientras abraza un nuevo capítulo. Ella habla sobre cómo su ruptura con Pete Davidson la llevó a «tratar mejor con sus amigos», en su lugar.

## Recepción crítica
Jamieson Cox de Pitchfork dijo que la canción es una decepción dada toda la exageración. Esta es la canción «My Favorite Things» de The Sound of Music, lanzada por Regina George, y su tono burlón está muy lejos de la benevolencia de Sweetener..."  Markos Papadatos, de Digital Journal, elogió las voces de Grande como «suaves y cristalinas con un toque retro» y dijo que Grande ha demostrado «coherencia con los sencillos de radio que ha publicado, y cada canción se destaca desde un punto de vista sonoro y lírico. '7 Rings' no es diferente». El editor de The Atlantic, Spencer Kornhaber, criticó la canción, al escribir «[el sencillo] está generando intrusiones porque retrocede a un uso más caricaturesco e imitativo de la música negra que ha hecho antes (por no mencionar la evocación del video de Kawaii japonés). Ella está usando la cultura como un disfraz, —o incluso como una broma—, no como los hombres de fraternidad blancos que montan en parrillas falsas para una fiesta de 'trinquete'.»

## Recepción comercial
El 19 de enero de 2019, el mánager de Grande, Scooter Braun, tuiteó en Twitter que «7 Rings» rompió el récord de la canción más escuchada en 24 horas en Spotify, recibiendo 14.9 millones de streams mundialmente, superando el récord anterior de Mariah Carey con «All I Want for Christmas Is You» por más de 4 millones de streams.  Sin embargo, solo 8,554,577 de estos contaron para la lista Top 200 de Spotify del 18 de enero de 2019. En junio de 2023, la canción llegó a los dos mil millones de streams en Spotify.
En los Estados Unidos, «7 Rings» debutó en el número uno en el listado Billboard Hot 100, convirtiéndose en el segundo número uno de Grande, después de «Thank U, Next» y la canción número 33 en hacerlo. Con esto, Grande se unió a Carey (3) y Britney Spears como las únicas artistas con múltiples debuts número uno; En general, es la quinta artista después de Justin Bieber y Drake. Grande también se convirtió en el primer artista en tener sus primeros dos números uno en el primer puesto. «7 Rings» debutó en la cima del listado Streaming Songs con 85.3 millones de streams de Estados Unidos en la semana que finalizó el 24 de enero de 2019, según Nielsen Music; la suma marcó la segunda semana más grande de stream en una canción de una artista (después de la mencionada «Thank U, Next»). También debutó en el número uno en la lista Digital Songs con 96,000 descargas.
En el Reino Unido, «7 Rings» se convirtió en el cuarto número uno de Grande, y también estableció un nuevo récord en el Reino Unido para la mayor cantidad de streams de una canción en una semana, con 16.9 millones de streams.
En Australia, la canción debutó en el número uno, siendo así el tercer sencillo número uno de Grande.

## Video musical
Grande compartió una vista previa del video musical de la canción el 14 de enero de 2019. El video se estrenó el 18 de enero de 2019 en el canal de Grande en YouTube. El video también presenta a muchos de los amigos cercanos a Grande, en los que un viaje de compras inspiró la canción.
El video musical fue dirigido por Hannah Lux Davis, quien también dirigió los videos musicales de los sencillos anteriores de Grande, «Breathin» y «Thank U, Next».
La revista Billboard calificó el video de color rosa como «descarado», mientras Grande y sus amigas lanzan sus anillos de diamantes a una lujosa fiesta en una «mansión con diamantes, graffiti y una torre de champaña». Digital Journal le dio una calificación de A, calificándolo de «distinto y notable. Es creativo y artístico y resonará con sus admiradores».
El video de «7 Rings» logró obtener 23.6 millones de visitas en sus primeras 24 horas, hasta ahora es el debut más grande del 2019. Actualmente, el video posee más de 1506 millones de visualizaciones en YouTube, siendo el segundo video más visto del canal de Grande. 

## Acusaciones de plagio
Grande fue acusada por la rapera estadounidense Princess Nokia de plagiar su canción «Mine». Los raperos estadounidenses Soulja Boy y 2 Chainz también acusaron a Grande de plagiar sus respectivas canciones «Pretty Boy Swag» y «Spend It». A pesar de ello, este último haría un remix de la canción con Grande.

## Lista de canciones
- Descarga digital[28]

| N.º | Título    | Duración |  |
| 1.  | «7 rings» | 2:58     |  |

- Descarga digital – Remix[29]

| N.º | Título                             | Duración |  |
| 1.  | «7 rings (Remix)» (feat. 2 Chainz) | 2:58     |  |

- 7" Vinilo – Casete[30]

| N.º | Título                | Duración |  |
| 1.  | «7 Rings (Explícita)» | 2:58     |  |
| 2.  | «7 Rings (Editada)»   | 2:58     |  |

## Posicionamiento en listas
| Listas (2019)                                      | Mejor posición |
| -------------------------------------------------- | -------------- |
| LOS40 Argentina                                    | 1              |
| Argentina (Argentina Hot 100)                      | 32             |
| Australia (ARIA)                                   | 1              |
| Austria (Ö3 Austria Top 40)                        | 2              |
| Alemania (Media Control AG)                        | 4              |
| Bélgica (Flandes) (Ultratop 50)                    | 5              |
| Bélgica (Valonia) (Ultratop 50)                    | 15             |
| Canadá (Canadian Hot 100)                          | 1              |
| Canadá CHR/Top 40 (Billboard)                      | 13             |
| Canadá Hot AC (Billboard)                          | 12             |
| LOS40 Colombia                                     | 1              |
| Colombia (National Report)                         | 1              |
| Corea del Sur (Gaon)                               | 81             |
| Dinamarca (Tracklisten)                            | 1              |
| Escocia (Scottish Singles Sales Chart)             | 1              |
| Eslovaquia (Singles Digitál Top 100)               | 1              |
| Europa Digital Songs (Billboard)                   | 1              |
| Estados Unidos (Billboard Hot 100)                 | 1              |
| Estados Unidos (Adult Top 40)                      | 25             |
| Estados Unidos (Hot Dance Club Songs)              | 28             |
| Estados Unidos (Mainstream Top 40)                 | 7              |
| Estados Unidos (Rhythmic)                          | 36             |
| Estonia (IFPI)                                     | 1              |
| LOS40 España                                       | 18             |
| España (PROMUSICAE)                                | 5              |
| Finlandia (OFC)                                    | 1              |
| Francia (SNEP)                                     | 2              |
| Grecia International Digital Singles (IFPI Grecia) | 1              |
| Hungría (Sencillo Top 40)                          | 1              |
| Hungría (Stream Top 40)                            | 1              |
| Irlanda (IRMA)                                     | 1              |
| Israel (Media Forest)                              | 1              |
| Italia (FIMI)                                      | 1              |
| Japón (Hot 100)                                    | 28             |
| Letonia (Letonia Top 40)                           | 1              |
| Líbano (Lebanese Top 20)                           | 1              |
| Luxemburgo Digital Songs (Billboard)               | 7              |
| Malasia (RIM)                                      | 1              |
| México Airplay (Billboard)                         | 1              |
| Noruega (VG-lista)                                 | 1              |
| Nueva Zelanda (Recorded Music NZ)                  | 1              |
| Países Bajos (Dutch Top 40)                        | 16             |
| Países Bajos (Mega Single Top 100)                 | 4              |
| Portugal (AFP)                                     | 1              |
| Reino Unido (UK Singles Chart)                     | 1              |
| República Checa (Rádio Top 100)                    | 1              |
| Rumania (Airplay 100)                              | 98             |
| Singapur (RIAS)                                    | 1              |
| Suecia (Sverigetopplistan)                         | 1              |
| Suiza (Schweizer Hitparade)                        | 1              |
| Venezuela (National-Report)                        | 61             |

### Remix
| Lista (2019)         | Mejor posición |
| -------------------- | -------------- |
| Nueva Zelanda (RMNZ) | 21             |

## Certificaciones
| País           | Organismo certificador | Certificación    | Ventas certificadas | Ref.   |
| -------------- | ---------------------- | ---------------- | ------------------- | ------ |
| Australia      | ARIA                   | Platino          | 70,000              | [ 79 ] |
| Brasil         | Pró-Música Brasil      | 6× Diamante      | 960,000             | [ 80 ] |
| Canadá         | Music Canada           | 6× Platino       | 480,000             | [ 81 ] |
| España         | PROMUSICAE             | 2× Platino       | 120,000             | [ 82 ] |
| Estados Unidos | RIAA                   | Diamante         | 10 000              | [ 83 ] |
| Italia         | FIMI                   | Oro              | 25,000              | [ 84 ] |
| México         | AMPROFON               | 2× Platino + Oro | 150,000             | [ 85 ] |
| Nueva Zelanda  | RMNZ                   | Platino          | 30,000              | [ 86 ] |
| Reino Unido    | BPI                    | Platino          | 616,000             | [ 87 ] |

## Historial de lanzamiento
| Región         | Fecha                | Formato                    | Versión              | Discográfica     | Ref.   |
| -------------- | -------------------- | -------------------------- | -------------------- | ---------------- | ------ |
| Varios         | 18 de enero de 2019  | Descarga digital Streaming | Original             | Republic Records | [ 88 ] |
| Australia      | 18 de enero de 2019  | Contemporary hit radio     | Original             | Republic Records | [ 89 ] |
| Reino Unido    | 18 de enero de 2019  | Contemporary hit radio     | Original             | Republic Records | [ 90 ] |
| Países Bajos   | 19 de enero de 2019  | Contemporary hit radio     | Original             | Republic Records | [ 91 ] |
| Estados Unidos | 22 de enero de 2019  | Contemporary hit radio     | Original             | Republic Records | [ 92 ] |
| Italia         | 25 de enero de 2019  | Contemporary hit radio     | Original             | Universal Music  | [ 93 ] |
| Varios         | 1 de febrero de 2019 | Descarga digital Streaming | Remix feat. 2 Chainz | Republic Records | [ 94 ] |